# James Blunt
|  | Aquest article tracta sobre el cantautor anglès. Si cerqueu el general de la guerra civil dels EUA, vegeu «James G. Blunt». |

James Blunt (nascut James Hillier Blount el 21 de febrer de 1974) és un cantautor anglès guanyador de dos BRIT Awards i nominat cinc vegades als Grammy. El seu primer àlbum, Back to Bedlam i altres singles - especialment el hit You're Beautiful - el llançaren a la fama el 2005. El seu estil és una barreja de música pop i rock acústic. A més de cantar, Blunt toca una gran varietat d'instruments musicals, entre els quals el piano, la guitarra, l'orgue, la marimba i el mellotron. Està lligat a la firma Custard Records, i fou el primer artista britànic en arribar al número u de la llista de singles dels Estats Units en una dècada, quan la seva cançó «You're Beautiful» va arribar al punt més alt del Billboard Hot 100 el 2006. L'últim artista britànic en fer-ho havia estat Elton John el 1997 amb la cançó «Candle in the Wind».

## Biografia
Blunt nasqué a Tidworth, Wiltshire (Anglaterra) el 1974, i rebé una educació a Elstree School, Woolhampton i més endavant a Harrow School). A Harrow School obtingué una plaça pagada per l'exèrcit a la Bristol University, abans de completar la seva educació a l'Acadèmia de Sandhurst. El pare de Blunt era a l'Army Air Corps de l'exèrcit britànic i la seva família tenia una llarga tradició de servei militar. La família Blount (així s'escriu el cognom que l'artista va simplificar en "Blunt") també va posseir i restaurar el molí de Cley.
Més endavant esdevingué oficial al regiment dels Life Guards, unitat de la Household Cavalry de l'Exèrcit Britànic. Arribà al rang de capità i serví com a oficial de reconeixement blindat amb la força d'intervenció de l'OTAN a Kosovo i, al capdavant de 30.000 soldats que arribaren a Prishtina, fou el primer oficial britànic en entrar a la capital de Kosovo. Allà escriví la cançó No Bravery. També fou present a la capella ardent de la Reina Mare durant el seu funeral d'estat i formà part de la seva processió funeral el 9 d'abril del 2002.

## Carrera musical
Un any després de deixar l'exèrcit, Blunt començà a EMI Music Publishing com a cantautor. Aviat va atraure l'atenció de l'excantant de 4 Non Blondes Linda Perry, que havia compost i produït cançons per a Pink, Courtney Love i Christina Aguilera. Perry el fitxà per llançar la seva nova firma americana Custard Records i Blunt gravà el seu àlbum Back to Bedlam a Los Angeles, a l'estudi de Tom Rothrock, Embassy Studios, on s'allotjà a casa de l'actriu Carrie Fisher.
El primer simple de Blunt fou la cançó High (composta amb Ricky Ross de Deacon Blue). La canço no arribà al Top 100 del UK Singles Chart, però fou elegida per a un anunci de Vodafone a Itàlia, país en què arribà al Top 10. El seu segon senzill, «Wisemen», acabà al número 44, fent que l'àlbum arribés al Top 20 del Regne Unit. Blunt actuà com a teloner a la gira d'Elton John del 2004. El tercer simple de Blunt, You're Beautiful, suposà la seva revelació. Debutà en 12a posició al Regne Unit, i pujà fins al número u sis setmanes després del seu llançament. La cançó també rebé molt temps d'emissió al Regne Unit, cosa que contribuí a fer que Back to Bedlam arribés a la primera posició del UK Albums Chart, al lloc de l'àlbum X&Y de Coldplay. Després de l'èxit de «You're Beautiful» al Regne Unit, la cançó arribà a l'Europa continental, convertint-se en un dels grans hits de l'estiu del 2005 arreu del continent. Als Estats Units debutà l'estiu del 2005 a l'emissora WPLJ, una important emissora de ràdio de Nova York, malgrat que encara no havia estat llançada a la ràdio. Una vegada la cançó fou llançada a la ràdio a la tardor del 2005, aviat arribà al Top 10 i acabà per escalar fins a la primera posició del Billboard Hot 100.
Tots els videoclips dels senzills de Blunt són plens de simbolisme i imatges obscures. Al primer vídeo de High, Blunt és enterrat a un desert. Al primer vídeo de Wisemen, el segresten i el tenen com a ostatge. Al vídeo de You're Beautiful, al·ludeix al suïcidi llançant-se d'un penya-segat. El nou vídeo de High mostra Blunt corrent a un bosc, i el nou clip de Wisemen el mostra cremant documents identificatius i caminant pel bosc mentre ell també es crema. A Goodbye My Lover, és l'estrany d'un triangle amorós i s'imagina l'home i la dona junts.
El 3 de desembre del 2005, James Blunt fou el convidat musical de Saturday Night Live. La seva música ha aparegut en programes de televisió d'arreu del món. Feu el seu debut com a actor al programa de l'ABC Family Channel Wildfire, estrenat el 30 de gener del 2006. També aparegué a l'episodi 103 de la comèdia de la CBS Love Monkey. A l'Oprah Winfrey Show del 8 de març del 2006, fou entrevistat i cantà You're Beautiful i Goodbye My Lover.
El 2005 actuà noranta vegades en directe, sobretot al Regne Unit i Europa, i acabà l'any com a teloner de Jason Mraz a la seva gira nord-americana. El «Back to Bedlam World Tour» començà a Europa a principi de gener del 2006, passà al Regne Unit el febrer i al març es desplaçà a Amèrica del Nord. A l'abril, Blunt cantà a Austràlia, Nova Zelanda i el Japó abans de tornar a Amèrica del Nord el maig i començar una nova gira a Europa el juny i el juliol. L'octubre i el novembre tornà a Amèrica del Nord. A més de les cançons de Back to Bedlam, Blunt també cantà covers com Where is My Mind? o Breakfast in America. També ha cantat cançons pròpies que no apareixen al disc als seus concerts.
El seu segon àlbum, All the Lost Souls, va ser el 18 de setembre del 2007 a Amèrica del Nord, i un dia abans a la resta del món.

## Reaccions al seu èxit
Inicialment, Blunt no rebé gaire inversió ni de la firma Custard Records ni de la discogràfica Atlantic Records. Malgrat que les autoritats l'obligaren a posar una advertència sobre la lletra de les seves cançons al seu primer àlbum, els crítics de Blunt han apuntat les seves "cançons inofensives" i l'enorme inversió en màrqueting com a raons per a considerar Blunt més aviat un cantant comercial que un compositor-cantant genuí. El 2006, el nom James Blunt fou inclòs al Diccionari d'Argot Rimat Cockney (a right James Blunt) en referència a la paraula cunt (cony). Es diu que Blunt respongué «John F. Kennedy té un aeroport anomenat en honor seu - jo he aconseguit la meva part preferida de l'anatomia femeni».
Segons The Sun, la cançó «You're Beautiful» ha eclipsat Angels, de Robbie Williams, com a cançó més tocada als casaments al Regne Unit. La cançó «Goodbye My Lover» hi és un favorit als funerals.

## Vida personal
Blunt conegué Carrie Fisher gràcies a Dixie Chassay, que aleshores era la seva xicota i la família de la qual eren amics amb l'actriu. Fisher l'allotjà i Blunt passà cinc mesos al bungalow de Fisher a Hollywood. La cançó «Goodbye My Lover» fou gravada al lavabo de Fisher. La cançó refereria a quan Blunt trobà Chassay amb el seu nou xicot.

## Discografia

### Àlbums
- 2004: Back to Bedlam
- 2006: Chasing Time: The Bedlam Sessions (DVD/CD)
- 2007: All the Lost Souls
- 2010: Some Kind of Trouble
- 2013: Moon Landing
- 2017: The Afterlove

## Guardons
Nominacions
- 2007: Grammy al millor nou artista